# كليات المرأة
التميز التعليمي الإيجابي للنساء
مقدمة

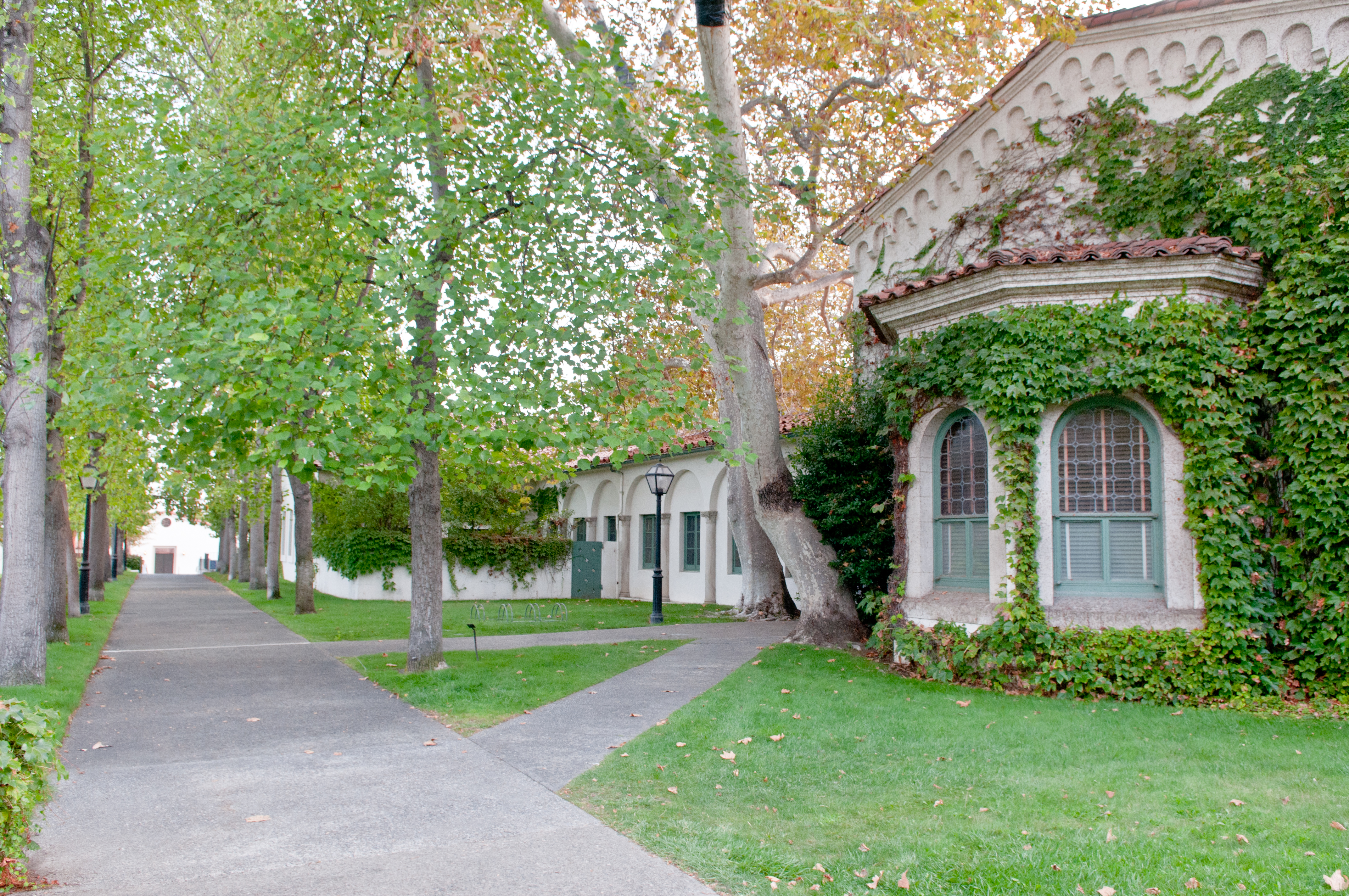
كلية سكريبس، كلية نسائية في كليرمونت، كاليفورنيا، الولايات المتحدة

يعتبر التميز التعليمي الإيجابي للنساء موضوعًا حيويًا في عالم التعليم الحديث. يهدف هذا التمييز إلى تعزيز الفرص التعليمية للنساء من خلال إنشاء مؤسسات تعليمية تعمل بشكل حصري أو شبه حصري على تقديم التعليم للإناث. تمثل هذه المؤسسات، مثل كليات الفنون الليبرالية النسائية، خطوة مهمة نحو تحقيق المساواة في التعليم بين الجنسين وتوفير بيئة تعليمية داعمة ومشجعة للنساء.
تاريخ التميز التعليمي الإيجابي
تعود جذور التمييز التعليمي الإيجابي للنساء إلى أوائل القرن العشرين عندما بدأت النساء في المطالبة بحقوقهن في التعليم. كانت الكليات النسائية في البداية تُعتبر ضرورة لاستيعاب النساء في بيئات تعليمية كانت غالبًا ما تكون مغلقة أمامهن. تم إنشاء العديد من هذه الكليات في الولايات المتحدة وأوروبا، حيث قدمت برامج دراسات متنوعة تهدف إلى تزويد النساء بالمعرفة والمهارات اللازمة للتفوق في المجتمع.
على مر السنين، تطورت هذه المؤسسات لتشمل برامج أكاديمية متعددة، وأصبحت تُدرب النساء على شغل وظائف كان يُنظر إليها تقليديًا على أنها مخصصة للرجال. وفي حين أن العديد من هذه الكليات لا تزال تعمل بشكل حصري على تعليم النساء، فإن بعضها قد بدأ في قبول الطلاب الذكور في برامج الدراسات العليا أو في بعض التخصصات الجامعية، مما يعكس التحول التدريجي نحو المساواة في التعليم.
الأهداف والفوائد
تعزيز الفرص التعليمية
يهدف التمييز التعليمي الإيجابي إلى تعزيز الفرص التعليمية للنساء من خلال توفير بيئات تعليمية متخصصة تلبي احتياجاتهم. هذه الكليات تركز على تطوير مهارات القيادة، التفكير النقدي، والإبداع، مما يساعد النساء على تحقيق إمكانياتهم الكاملة.
البيئة الداعمة
تقدم هذه المؤسسات أيضًا بيئات تعليمية داعمة. حيث يمكن للنساء أن يشعرن بالراحة في التعبير عن آرائهم ومشاركة أفكارهم دون الخوف من التمييز أو التنمر. تؤدي هذه البيئات إلى تعزيز الثقة بالنفس وتطوير مهارات التواصل، وهو ما يُعتبر ضروريًا للنجاح في أي مجال.
التأثير على المجتمع
عندما تتخرج النساء من هذه المؤسسات، فإنهن لا يُثرين فقط حياتهن الخاصة بل يُسهمن أيضًا في تطوير المجتمع بشكل عام. النساء المتعلمات يساهمن في تحقيق التقدم الاجتماعي والاقتصادي، ويعملن على تحسين مستوى الحياة في مجتمعاتهن. لذا، فإن الإستثمار في التعليم النسائي يعود بالنفع على الجميع.
التحديات والانتقادات
رغم الفوائد العديدة للتمييز التعليمي الإيجابي، إلا أن هناك تحديات وانتقادات تواجه هذه المؤسسات. واحدة من الانتقادات الرئيسية هي أن هذه الكليات قد تعزز الفجوة بين الجنسين بدلاً من تقليصها. بعض النقاد يرون أن التركيز على التعليم النسائي قد يؤدي إلى إغفال قضايا التعليم الذكوري، مما يخلق بيئة غير متوازنة.
علاوة على ذلك، قد تواجه هذه المؤسسات صعوبة في الحصول على التمويل والدعم الكافي، مما يؤثر على جودة التعليم والبرامج المقدمة. وفي بعض الأحيان، قد تفتقر الكليات النسائية إلى التنوع في البرامج الأكاديمية، مما يؤثر على خيارات الطلاب.
الخاتمة
في نهاية المطاف، يُعتبر التمييز التعليمي الإيجابي للنساء خطوة مهمة نحو تحقيق المساواة في التعليم. من خلال توفير بيئات تعليمية داعمة ومخصصة، تُسهم هذه المؤسسات في تمكين النساء وتعزيز دورهن في المجتمع. بينما تواجه هذه الكليات تحديات وإنتقادات، فإن فوائدها لا يمكن إنكارها، ويجب أن تُعتبر جزءًا أساسيًا من الجهود الرامية إلى تحقيق العدالة والمساواة في التعليم. إن الاستثمار في التعليم النسائي هو إستثمار في مستقبل أكثر إشراقًا للجميع.http://kit.co/CatMarket

## التميز عند الانتهاء من المدرسة
تقدم كلية المرأة منهاجًا أكاديميًا حصريًا أو أوليًا، بينما تركز مدرسة البنات أو النساء على النظم الاجتماعية، وآداب السلوك، والتسلية وتأهيلهن في المرحلة الثانوية ليصبحن أكاديميات.
في بعض الأحيان تم استخدام مصطلح المدرسة النهائية أو إساءة استخدامها لوصف بعض الكليات النسائية. وقد تكون بعض هذه الكليات قد بدأت كإكمال المدارس، ولكنها تحولت إلى مؤسسات أكاديمية صارمة للفنون الليبرالية، على سبيل المثال كلية فينش البائدة الآن، وعلى نحو مماثل ، تأسست مدرسة Miss Porter الثانوية بوصفها مدرسة تُعرف بـ "ملكة جمال بورتر للشابات" في عام 1843 ؛ الآن تؤكد على المناهج الأكاديمية.
يمكن أن تحصل الكلية النسائية التي لم تصف نفسها سابقًا بأنها مدرسة نهائية على تسمية خاطئة. على مدار 114 عامًا من تاريخ كلية سويت براير النسائية، اعترض بعض الطلاب والأكاديميين على وصفها بالمدرسة النهائية، ومع ذلك بقى توصيف المدرسة على هذا النحو ، وقد يكون لذلك دور في انخفاض التسجيل وتزايد الأعباء المالية+ وإغلاق المدرسة قريبًا في عام 2015

## الأرقام المتناقصة
مع تزايد فرص التعليم للمرأة، تظل الحاجة والهدف الذي يطلق على هذه المؤسسات اسم الكليات النسائية أحادية الجنس يتناقص مع استمرار أهميتها ، في حين كانت هناك 240 كلية نسائية في الولايات المتحدة قبل خمسين سنة فقط، لا يزال هناك 40 كلية فقط ، على حد تعبير معلمة في رادكليف (كلية نسائية اندمجت مع جامعة هارفارد): "تصبح كليات النساء غير ضرورية، إذا أصبحت كليات النساء أقل صلة بواقع التعليم الحديث، فهذه علامة على نجاحنا [النسائي].

## قائمة بكليات النساء حول العالم

### آسيا
- الجامعة الآسيوية للنساء، شيتاغونغ، بنغلاديش (estd. 2008)
- كلية الافتتاحية سان لورينزو، مدينة ماكاتي، الفلبين (تأسست عام 1959)
- كلية بيتون، أول كلية نسائية في جنوب آسيا (عام 1879)
- جامعة دوكسونج للنساء في سيول، كوريا الجنوبية. (سنة 1920)
- جامعة Dongduk للنساء في سيول، كوريا الجنوبية. (سنة 1950)
- جامعة Ewha Womans في سيول، كوريا الجنوبية. (سنة 1886)
- كلية إندرابراستا للنساء، دلهي (تأسست عام 1924)
- جامعة جناح، كراتشي، باكستان (تأسست عام 1998)
- جامعة كيسن في اليابان (عام 1988)
- كلية ليدي إيروين، نيودلهي (تأسست عام 1932)
- كلية لاهور للبنات بجامعة باكستان (تأسست عام 1922)
- ميراندا هاوس، نيودلهي (تأسست عام 1948)
- كلية ميريام في مدينة كويزون، الفلبين (تأسست عام 1926)
- جامعة الفلبين النسائية، أول جامعة نسائية في الفلبين وآسيا (تأسست عام 1919)
- جامعة سيول النسائية في سيول، كوريا الجنوبية (تأسست عام 1961)
- جامعة سوكميونغ النسائية في سيول، كوريا الجنوبية (تأسست عام 1906)
- جامعة سونغشين للنساء في سيول، كوريا الجنوبية. (سنة 1936)
- جامعة سانت بول مانيلا، الفلبين (تأسست عام 1912)
- كلية سانت سكولاستيكا في مانيلا، الفلبين (تأسست عام 1906)
- كلية المرأة، أليجاره، الهند (تأسست عام 1906)

### كندا
- كلية بريشيا يونيفيرسيتي هي المؤسسة التعليمية الوحيدة في كندا فقط المخصصة للنساء فقط. يتبع Brescia ويقع في حرم جامعة Western Ontario في لندن، أونتاريو.

## الشرق الأوسط

### مملكة البحرين
الجامعة الملكية للمرأة

### الإمارات العربية المتحدة
كلية دبي للطالبات.

### الكويت
- كلية بوكس هيل الكويت
- كلية البنات، كلية منفصلة في جامعة الكويت

### المملكة العربية السعودية
تتكون معظم الجامعات الرئيسية في المملكة العربية السعودية من فرعين: فرع للنساء فقط وفرع مماثل للذكور فقط. يشمل هذا الجامعات التالية:
- جامعة الملك فهد للبترول والمعادن
- جامعة الملك سعود
- جامعة الإمام
- جامعة الملك عبد العزيز
- جامعة الملك فيصل
- جامعة الأمير سلطان

فيما يلي المؤسسات المخصصة للإناث فقط:
- جامعة عفت
- جامعة الأميرة نورة

### إيران
- جامعة الزهراء، طهران

### السودان
- جامعة الأحفاد للنساء

### المملكة المتحدة
كانت ماري أستيل واحدة من أوائل النساء الإنجليزيات اللواتي دافعن عن فكرة أن المرأة كانت عقلانية مثل الرجال، وأنها تستحق التعليم أيضًا. نشرت لأول مرة في 1694، ويقدم اقتراحها الجدي للسيدات من أجل النهوض بأهميته الحقيقية والعظيمة خطة لكلية نسائية بالكامل حيث يمكن للمرأة متابعة حياة العقل.
- سابقًا سيدة مارجريت هول، أكسفورد (أصبحت مختلطة في عام 1979)
- سابقًا كلية سانت آن، أكسفورد (أصبحت مختلطة في عام 1979)
- كلية سانت هيو، أكسفورد (أصبحت مشتركة في عام 1986)
- كلية سومرفيل سابقاً، أكسفورد (أصبحت مشتركة في عام 1994)
- سابقًا كلية سانت هيلدا، أكسفورد (أصبحت مختلطة في عام 2008)
- كلية موراي إدواردز، كامبريدج (New Hall)
- كلية نيونهام، كامبريدج
- كلية لوسي كافنديش، كامبريدج
- سابقًا كلية جيرتون، كامبريدج
- كلية رويال هولواي، جامعة لندن (أصبحت مشتركة في عام 1965)
- سابقًا كلية سانت ماري، دورهام (أصبحت مختلطة في عام 2005)

## الولايات المتحدة الأمريكية

### التاريخ المبكر
كانت كليات النساء في الولايات المتحدة تُتاحُ للمدارس الثانوية الخاصة التي تتزايد شعبيتها بين الفتيات, من أوائل إلى منتصف القرن التاسع عشر، والتي يُطلق عليها «الأكاديميات» و/أو «المعاهد الدينية». ووفقًا لما ذكرته إيرين هاروارث، وآخرون، «تم تأسيس كليات النساء في منتصف وأواخر القرن التاسع عشر استجابة للحاجة إلى تعليم متقدم للنساء في وقت لم يتم قبولهن في معظم مؤسسات التعليم العالي.». في حين كان هناك عدد قليل من الكليات المختلطة (مثل كلية أوبرلين التي تأسست في عام 1833، وجامعة لورانس في عام 1847، وكلية أنطاكية في عام 1853، وكلية بيتس في عام 1855) ، كانت معظم الكليات والجامعات ذات المكانة العالية في ذلك الوقت حصريا للرجال.
تم تقسيم منتقدي معاهد الفتيات إلى مجموعتين تقريبًا. مجموعة الإصلاح، بما في ذلك إيما ويلارد، شعرت بأن المعاهد الدينية تتطلب الإصلاح من خلال «تعزيز تدريس المواد الأكاديمية الأساسية». ورأى آخرون أن المعاهد الدينية غير كافية، مما يشير إلى «تأسيس مؤسسة أكثر دواما - كلية نسائية - من بينها، كاثرين إي. بيتشر. في كتابها» علاج صحيح لأخطاء النساء«(1851)، [12] تشير بيشر إلى» عدم قدرة المعاهد الدينية على تقديم ما يكفي من الأوقاف الدائمة والمباني والمكتبات؛ شركة تتمثل مهمتها في استمرار المؤسسة على خطة معينة.]
ومن الشخصيات البارزة الأخرى ماري ليون (1797-1849)، مؤسس كلية ماونت هوليوك، التي تضم معاصريها سارة بيرس (Litchfield Female Academy، 1792)؛ كاثرين بيشر (مدرسة هارتفورد للإناث، 1823)؛ Zilpah P. Grant Banister (Ipswich Female Seminary، 1828)؛ جورج واشنطن Doane (قاعة سانت ماري، 1837 تسمى الآن أكاديمية Doane). قبل تأسيس Mount Holyoke ، ساهم ليون في تطوير كل من كلية هارتفورد للإناث ومدرسة إيبسويتش للإناث. كما شاركت في إنشاء كلية ويتون للإناث (الآن كلية ويتون، ماساتشوستس) في عام 1834

## تحالف كلية المرأة
هي جمعية للكليات والجامعات النسائية (مع بعض المراقبين / المشاركين من المدارس الثانوية / الثانوية من جنس واحد) التي هي إما سنتين أو أربع سنوات، عامة وخاصة، مرتبطة بالدين والعلمانية. تأسست في عام 1972، في وقت أدت فيه «حركة الحقوق المدنية»، و «حركة حقوق المرأة»، و «العنوان التاسع»، بالإضافة إلى التغيرات الديموغرافية والتكنولوجية في الستينيات إلى إحداث تغيير اجتماعي واقتصادي سريع ومعقد في الولايات المتحدة الامريكانية. تضع هذه التغيرات المجتمعية ضغوطاً متزايدة من «عدم الشعبية» المدركة ووجهات النظر «القديمة الطراز» التي تضع مفهوم «التعليم المنفرد» لكل من النساء والرجال في أكثر دوامة هبوطية جذرية في تاريخها. بالإضافة إلى ذلك، فقد تغيرت طبيعة التعليم بشكل كبير حيث أن العديد من المدارس الثانوية السابقة لكل من الذكور (خاصة / مستقلة وعامة) إلى جانب الكليات، وكثير منها إما أجبرت على اتخاذ إجراءات رسمية أو انخفاض أرقام الحضور لتصبح مختلطة، وبالتالي تقدم العديد من النساء مزيد من الخيارات التعليمية. وفي الوقت نفسه، مع التغييرات المماثلة المفروضة على المؤسسات النسائية، أجبرت المدارس الثانوية العامة والخاصة مع الكليات / الجامعات، عدداً من أكبر عدد من مدارس البنات على التعليم أيضاً. وبحلول أواخر السبعينات، تجاوزت نسبة التحاق النساء بالجامعات عدد الرجال، واليوم تشكل النساء غالبية الطلاب الجامعيين (57٪ على المستوى الوطني) في الجامعات / الجامعات. تحصل النساء على درجات جامعية أفضل من تلك التي يحصل عليها الرجال، ومن المرجح أكثر من الرجال أن يكملوا دراستهم الجامعية.
خلال السنوات العديدة الماضية، شارك تحالف كلية المرأة في بحث حول فوائد المدرسة الثانوية للمرأة و / أو التعليم الجامعي في القرن الواحد والعشرين. بالاعتماد على نتائج البحوث التي أجريت من قبل المسح الوطني لمشاركة الطلاب (NSSE) وهاردويك داي على مستويات الرضا بين الطلاب و alumnae في الكليات النسائية والمؤسسات المختلطة، فضلا عن رابطة الكليات والجامعات الأمريكية، NAICU وغيرها يقدم الائتلاف قضية تعليم المرأة والمدارس الثانوية والكليات النسائية للطلاب المحتملين، والأسر، وصانعي السياسات والآراء، ووسائل الإعلام، وأصحاب العمل وعامة

## كليات وجامعات المرأة في أمريكا الشمالية
- Agnes Scott College
- Alverno College
- كلية بارنارد
- جامعة باي باث
- Bennett College for Women
- Brenau University
- Brescia University College
- كلية برين ماور
- Carlow University
- كلية سيدار كريست  [لغات أخرى]‏
- جامعة تشاتام  [لغات أخرى]‏
- The College of New Rochelle
- College of Saint Benedict
- College of Saint Elizabeth
- Columbia College
- Converse College
- Cottey College
- Douglass Residential College of جامعة روتجرز، (the State University of New Jersey)
- هولينس  [لغات أخرى]‏
- Judson College
- Lexington College
- جامعة ماري بالدوين  [لغات أخرى]‏
- Meredith College
- Midway University
- كلية ميلس
- Moore College of Art and Design
- كلية ماونت هوليوك
- Mount Mary College
- جامعة ماونت سانت ماري في لوس أنجلوس  [لغات أخرى]‏
- Notre Dame of Maryland University, (formerly College of Notre Dame of Maryland)
- Russell Sage College of The Sage Colleges
- St. Catherine University
- Saint Mary's College (Indiana)
- Salem College
- Scripps College
- Simmons College
- كلية سميث
- Spelman College
- كلية ستيفنز  [لغات أخرى]‏
- Sweet Briar College
- جامعة ترينيتي واشنطن  [لغات أخرى]‏
- University of Saint Joseph
- كلية أورسولين
- كلية ويليسلي
- Wesleyan College
- Wilson College
- The Women's College of the University of Denver